# Kiramuneカンパニー
『Kiramuneカンパニー』（キラミューンカンパニー）は、2015年11月15日からフジテレビNEXT/NEXTsmart、フジテレビTWO/TWOsmartで放送されているバラエティ番組。

## 概要
Kiramune所属の声優によるKiramune初冠番組が2015年11月15日から2016年3月15日まで、パイロット版としてフジテレビNEXT/NEXTsmartで放送。通常放送は60分、増刊号は通常放送に未公開映像30分を加えた90分。
番組内容は「Kiramuneカンパニー」という架空の会社を舞台に、代表取締役社長役の浪川大輔と、社長秘書役の吉野裕行が、社員役のKiramune所属声優をゲストに招き、公開収録形式で生番組のような臨場感を演出しながら、様々な企画に挑戦する。
2016年4月15日より、レギュラー版Rとダイジェスト版L（リトル）の2本同時に毎月のレギュラー放送になる。RはフジテレビNEXT/NEXTsmartで放送の90分、LはフジテレビTWO/TWOsmartで放送、オフショット映像を加えた30分。
2016年4月15日から2017年3月25日のシーズン1では、Kiramune所属以外の声優もゲストに登場するようになる。2017年4月14日からのシーズン2では、ロケ形式での収録も行うようになる。

### 役職・配属
| - 創業者兼先代社長：鈴村健一 - 先代社長専属運転手：岩田光央 - 会長：神谷浩史 - 代表取締役社長、総務部・浪子：浪川大輔 - 社長秘書、総務部・吉江：吉野裕行 - 専務取締役：入野自由 - 海外事業部部長：柿原徹也 | - 会長補佐：上村祐翔 - 宴会部長：保住有哉 - 営業部（エリート社員）：岡本信彦 - 営業部（お酒担当）：木村良平 - 営業部（スイーツ担当）：代永翼、堀江瞬 - 営業部（カレー担当）：江口拓也 - 営業部（ライス担当）：千葉翔也 - 営業部（水担当）：吉永拓斗 |

## 放送リスト

### パイロット版
| 回        | 放送日 | 放送日   | ゲスト   | ナレーション |
| --------- | ------ | -------- | -------- | ------------ |
| 1.0       | 2015年 | 11月15日 | 岡本信彦 | 神谷浩史     |
| 増刊号1.5 | 2015年 | 12月15日 | 岡本信彦 | 神谷浩史     |
| 2.0       | 2016年 | 1月15日  | 代永翼   | 入野自由     |
| 増刊号2.5 | 2016年 | 2月12日  | 代永翼   | 入野自由     |
| 3.0       | 2016年 | 3月15日  | 江口拓也 | 柿原徹也     |

### シーズン1
| 回                   | 放送日 | 放送日        | ゲスト   | ナレーション | 内容                                                                                              |
| -------------------- | ------ | ------------- | -------- | ------------ | ------------------------------------------------------------------------------------------------- |
| R/L #1               | 2016年 | 4月15日/30日  | 神谷浩史 | 木村良平     | [ 2 ]                                                                                             |
| R/L #2               | 2016年 | 5月13日/28日  | 入野自由 | 岡本信彦     |                                                                                                   |
| R/L #3               | 2016年 | 6月11日/25日  | 木村良平 | 代永翼       |                                                                                                   |
| R/L #4               | 2016年 | 7月15日/30日  | 柿原徹也 | 江口拓也     |                                                                                                   |
| R/L #5               | 2016年 | 8月19日/27日  |          | 浪川大輔     | お台場夢大陸で公開収録！ 社長と秘書がフジテレビアナウンサーから 会社についての取材を受けることに⁉︎ |
| R/L #6               | 2016年 | 9月15日/30日  | 野島健児 | 吉野裕行     | 取引先の野島商事社長が社長室に大事な商談で来訪⁉︎                                                   |
| R/L #7               | 2016年 | 10月14日/29日 | 岡本信彦 | 入野自由     | 営業部のエリート社員として吉野秘書の座を狙う⁉︎                                                     |
| R/L #8               | 2016年 | 11月18日/26日 | 入野自由 | 代永翼       | 入野専務がついに社長室に突撃！ 浪川社長は専務のイタズラ猛攻に耐えきれるのか⁉︎                      |
| R/L #9               | 2016年 | 12月16日/25日 | 代永翼   | 神谷浩史     | 持ち前の女子力と気配りで社内プロジェクトTrignal推進中！                                           |
| 新春増刊号 3.5α/3.5β | 2017年 | 1月13日/28日  | 江口拓也 | 柿原徹也     | 3.0の増刊号と初ロケ映像                                                                           |
| R/L #10              | 2017年 | 2月17日/25日  | 神谷浩史 | 江口拓也     | 会長からのダメ出しに浪川社長が再び大ピンチ！ 会長VS社長の仁義なき戦い！                           |
| R/L #11              | 2017年 | 3月17日/25日  | 江口拓也 | 岡本信彦     | またもや社長室は江口ワールドで カオスと化してしまうのか⁉︎                                          |

### シーズン2
| 回      | 放送日 | 放送日        | ゲスト                   | ナレーション       | 内容 |
| ------- | ------ | ------------- | ------------------------ | ------------------ | --- |
| R/L #12 | 2017年 | 4月14日/29日  |                          | 浪川大輔           | 社長と秘書が社外研修としてお台場ロケ珍道中！                                                                             |
| R/L #13 | 2017年 | 5月12日/27日  | 柿原徹也                 | 柿原徹也           | 今回の社外研修は飲み会という社内懇親会！ 海外事業部長と“DRUNKER”なハシゴ酒！                                             |
| R/L #14 | 2017年 | 6月16日/24日  | 岡本信彦                 | 岡本信彦           | 今回の社外研修は乗馬とボルダリング！ 営業部エリート社員と福利厚生的に体を動かす施設を巡る                                |
| R/L #15 | 2017年 | 7月17日/29日  | 木村良平                 | 木村良平           | 営業部お酒担当とBBQをしながら男気を磨く社外研修！ 今回はお酒ではなく美味しいお肉三昧を堪能⁉︎                              |
| R/L #16 | 2017年 | 8月18日/26日  | 野島健児                 | 吉野裕行           | 社長と秘書で取引先「野島商事」社長をゴルフコンペ接待！ 果たして勝者は⁉︎                                                   |
| R/L #17 | 2017年 | 9月14日/30日  | 代永翼                   | 代永翼             | お台場夢大陸で公開収録！夏フェスばりのステージで 声優の意地をかけた暑くて熱い実況対決!?                                  |
| R/L #18 | 2017年 | 10月13日/29日 |                          | 吉江 / 浪子        | 新キャラクター総務部の浪子&吉江が登場! Kiraカン社員達の噂話で女子トーク！ /吉野秘書が会社の未来を占いに!                 |
| R/L #19 | 2017年 | 11月17日/25日 |                          | 浪川大輔           | 社長が総務部OL浪子とのデート想定シミュレーション！ 秘書と東京の新旧デートスポット巡り！                                  |
| R/L #20 | 2017年 | 12月15日/29日 | 阪口大助                 |                    | 阪口興行の阪口大助社長が初登場！ 久々に社長室での会議                                                                    |
| R/L #21 | 2018年 | 1月19日/27日  | 千葉翔也 堀江瞬 吉永拓斗 | 千葉翔也 /堀江瞬   | 新入社員から3名が登場！ジェネレーションギャップ炸裂！ 新人達の配属先はいかに!?                                           |
| R/L #22 | 2018年 | 2月16日/24日  | 上村祐翔 保住有哉        | 上村祐翔 /保住有哉 | 新入社員シリーズ第2弾！2名の新人のキャラ弄り！ 意外な個性発揮でミラクルな配属先決定!                                     |
| R/L #23 | 2018年 | 3月16日/31日  | 岡本信彦                 | 浪子/吉江          | 総務部OL浪子&吉江が営業部エリート社員とお部屋探し！ 女子一人暮らしの物件巡り！ 2人の女子社員？に翻弄されるエリート！(笑) |

### シーズン3
| 回      | 放送日 | 放送日        | ゲスト                     | ナレーション | 内容 |
| ------- | ------ | ------------- | -------------------------- | ------------ | --- |
| R/L #24 | 2018年 | 4月13日/28日  | 岸尾だいすけ               |              | オフィスKISHIO社長が商談にやってきた！                                                                         |
| R/L #25 | 2018年 | 5月18日/26日  | 小西克幸                   |              | 社長＆秘書と長年の付き合いの 小西コンサルティング社長が登場！                                                  |
| R/L #26 | 2018年 | 6月15日/30日  | 津田健次郎                 |              | TSUDA TOWN社長が来訪！ 新コーナーでKiraカン社員達を弄る！                                                      |
| R/L #27 | 2018年 | 7月13日/28日  | 柿原徹也                   | 吉野裕行     | バカンス帰りの柿原海外事業部長が久々の登場！ カッキー部長の知られざるエピソードが明らかに！                    |
| R/L #28 | 2018年 | 8月17日/25日  | KAmiYU                     | 柿原徹也     | KAmiYU5年ぶりの活動を祝しての出演！ 神谷会長&入野専務とのユニット対決に社長室が震撼！                          |
| R/L #29 | 2018年 | 9月14日/29日  | 岡本信彦                   | 神谷浩史     | 今年も恒例のKiraカン納涼会！                                                                                   |
| R/L #30 | 2018年 | 10月19日/27日 | 三木眞一郎                 |              | ミキプレーン社長の三木眞一郎氏をお迎えして リーディングライブ前哨戦！ 先輩ゲストの意外な一面に社長＆秘書驚愕！ |
| R/L #31 | 2018年 | 11月16日/24日 | 立花慎之介                 |              | (株)黒船を起業した立花社長が来訪！ 浪川社長は社長業の先輩として よきアドバイスができるのか⁉︎                    |
| R/L #32 | 2018年 | 12月14日/29日 | 千葉翔也 保住有哉 吉永拓斗 | 岡本信彦     | SparQlewから3名の新入社員が来訪! 社長が各担務に配属された 新入社員の成長ぶりにご満悦(笑)                       |
| R/L #33 | 2019年 | 1月18日/26日  | 江口拓也                   | 千葉翔也     | Kiramune10周年イヤースタート！ 江口カレー担当持ち込み企画やマニアックな声優企画！                              |
| R/L #34 | 2019年 | 2月15日/23日  | 鳥海浩輔                   | 江口拓也     | テーマパーク「トリニーランド」を経営する 鳥海社長が来訪し、浪川社長&吉野秘書と 同世代声優トークを繰り広げる！  |
| R/L #35 | 2019年 | 3月15日/30日  | 代永翼                     | 吉野裕行     | 社長&秘書と安定のトークで盛り上がり！ もちろんBBAネタも健在！（笑） 番組でお勧めするスイーツを堪能。           |

### シーズン4
| 回      | 放送日 | 放送日        | ゲスト          | ナレーション | 内容 |
| ------- | ------ | ------------- | --------------- | ------------ | --- |
| R/L #36 | 2019年 | 4月19日/27日  | CONNECT         | 代永翼       | 鈴村先代社長と岩田運転手と一緒に Kiramune10周年を振り返りながら 爆笑裏話トークを展開！ |
| R/L #37 | 2019年 | 5月17日/25日  | 野島裕史        | 浪川大輔     | 兄弟経営の野島ホールディングス傘下、 野島興行の方の野島社長が来訪！ 声優業だけでなく多彩な趣味でトークは 社長室会議は大盛り上がり！                                                              |
| R/L #38 | 2019年 | 6月14日/29日  | 檜山修之        | 吉野裕行     | 檜山藩藩主が社長室に来訪！ 先輩声優の切れ味鋭いトークに 社長&秘書もタジタジ！ |
| R/L #39 | 2019年 | 7月19日/27日  | 木村良平        | 浪川大輔     | 超久々の登場の木村営業部お酒担当と 積る話が盛りだくさん！ 過去最高に美しく決まったエチュードは まるでドラマ！                                                                                    |
| R/L #40 | 2019年 | 8月16日/31日  |                 | 木村良平     | 身の危険に備えて社長&秘書が護身術研修を受講！ エアガンシューティング研修では 社長が意外な才能を発揮！                                                                                            |
| R/L #41 | 2019年 | 9月13日/28日  | 岡本信彦        | 吉野裕行     | フジテレビマイナビステージにて浴衣姿で納涼会！ 顧客の皆様のお力を借りたコーナー企画や 屋外ならではの催し満載！                                                                                   |
| R/L #42 | 2019年 | 10月18日/26日 | 高橋広樹        | 岡本信彦     | 社内BBQを企画する肉のタカハシ社長が来訪！ 足ツボマッサージシートでは阿鼻叫喚！ 出演者に不人気コーナーナンバーワンの エチュードも今回はスマートに！                                               |
| R/L #43 | 2019年 | 11月22日/30日 | 安元洋貴        |              | カレー担当江口部員の推薦のお店、 カレーハウスヤスモティの安元店長が来訪！ ディープな声優界裏話から、 超カオスのアフレコ適応力研修など見どころ満載。                                              |
| R/L #44 | 2019年 | 12月13日/27日 | 上村祐翔 堀江瞬 | 吉野裕行     | 新コーナー逆査定報告では 先輩社員のタレコミを社長&秘書に報告！ 意外な裏話がたくさん飛び出します！                                                                                                |
| R/L #45 | 2020年 | 1月17日/25日  |                 | 上村祐翔     | 今年は社長&秘書で仲良く新年会！ Kiraカンカルタを取りながら、2019年を振り返る！ 書初めではふたりは何を書いたのか!? Kiramuneカンパニーのこと、 社員の2020年に関して占って頂きました！結果はいかに⁉︎ |
| R/L #46 | 2020年 | 2月14日/28日  | 平川大輔        | 堀江瞬       | 平川法律事務所の平川弁護士が 「だいすけ会」の打合せで社長室に来訪！ 声優としての力量が問われる？新コーナーも大盛り上がり！                                                                       |
| R/L #47 | 2020年 | 3月13日/28日  |                 |              | 番組初のKiraデミー賞を発表！名場面&未公開映像！ |

### シーズン5
| 回      | 放送日 | 放送日        | ゲスト                   | ナレーション | 内容 |
| ------- | ------ | ------------- | ------------------------ | ------------ | --- |
| R/L #48 | 2020年 | 4月16日/25日  | 神谷浩史                 |              | 番組5年目突入で神谷会長から会社全体の人事異動の事例が!? 多忙でお疲れの会長のために足つぼマッサージもご用意！                                     |
| R/L #49 | 2020年 | 5月15日/30日  | 関智一                   |              | 珍宝コーポレーションの関社長が来訪！ 際どいネタから国民的ドラマの収録裏話まで怒涛のトークを展開！                                                |
| R/L #50 | 2020年 | 6月19日/27日  | 上村祐翔 吉永拓斗        |              | 初リモート会議で上村・吉永社員が身体を張ってチャレンジする企画もあり！ SparQlewの新曲MV披露のコーナーではUncle Bombとユニット比較                |
| R/L #51 | 2020年 | 7月9日/25日   | 千葉翔也 保住有哉 堀江瞬 |              | 巨大モニターとステージを使った新たな企画でそれぞれの個性を発揮！                                                                                 |
| R/L #52 | 2020年 | 8月13日/29日  | 山寺宏一                 |              | 社長と同期のヤマデランド山寺社長が来訪！ アフレコ適応力研修では、演出の山寺社長によるニューキャラが登場！                                        |
| R/L #53 | 2020年 | 9月18日/26日  | 西山宏太朗               |              | 蒼井カンパニーの西山執事が社長室にスパイにやってきた！ 浪川社長は独特の空気を醸し出す西山ワールドを絶賛                                          |
| R/L #54 | 2020年 | 10月16日/31日 | 木村良平 代永翼          | 江口拓也     | 営業部木村お酒担当&代永スイーツ担当が来訪！ それぞれ利き酒と利きプリンに挑戦！ 江口部員は当日カレー屋現地視察の為、ナレーションでの参加！        |
| R/L #55 | 2020年 | 11月13日/28日 | 置鮎龍太郎               |              | ふれふれパークおきあゆの置鮎社長が来訪！ 優秀な秘書を探している置鮎社長が吉野秘書をヘッドハンティング！ 置鮎社長だからこそのアニメ名セリフ必聴！ |

## スタッフ
| - 構成：ゆーやん - TP： 児玉洋（フジテレビ） - TM：橋本雄司 - SW：小出豊 - CAM：宮本直也、宮崎健司、上田軌行 - VE：土井理沙 - AUD：浮所哲也、片山勇 - 照明：大竹康裕 - 美術プロデューサー：柴田慎一郎 - デザイン：大石萌瑛 - 美術進行：三上貴子 - 大道具：内海靖之 - アクリル装飾：石橋誉礼 - 装飾：菊池誠 - 音効：國安啓（TSP） - イラスト：板垣雅也 - 技術協力：ニユーテレス、フジアール、fmt、麻布プラザ - 広報：吉田奈央（フジテレビ） - 企画協力：Kiramune Project - 協力：バンダイナムコライブクリエイティブ、ランティス - AP：中松希、山田晃菜 - ディレクター：原祐二、高橋洸一、中野誠 - プロデューサー：岡本栄史（フジテレビ）、桑園裕子（バンダイナムコライブクリエイティブ）、花田好昭（ブルースモービル） - 制作協力：BLUES MOBILE |